# Абдуллаев, Исламжон
Исламжон Абдуллаев — советский узбекистанский хозяйственный деятель, Герой Социалистического Труда.

## Биография
Родился в 3 июля 1941 года в Узбекистанском районе Ферганской области. Член КПСС с 1964 года.
В 1970—1991 — бригадир хлопководческой бригады совхоза имени А. Саркисова Дустликского района Джизакской области.
Указом Президиума Верховного Совета СССР от 20 февраля 1978 года присвоено звание Героя Социалистического Труда с вручением ордена Ленина и золотой медали «Серп и Молот».
Жил в Джизакской области Узбекистана.
Умер в 27 октября 2011 года в Бекабаде (Ташкентская область).

## Награды и звания
- Герой Социалистического Труда (20.02.1978)
- Орден Ленина (13.12.1972, 20.02.1978)